# Wilkesboro
La ville de Wilkesboro est le siège du comté de Wilkes, situé en Caroline du Nord, aux États-Unis.

## Démographie
| 1880 | 1890 | 1900 | 1910 | 1920 | 1930  |
| ---- | ---- | ---- | ---- | ---- | ----- |
| 200  | 336  | 634  | 799  | 814  | 1 042 |

| 1940  | 1950  | 1960  | 1970  | 1980  | 1990  |
| ----- | ----- | ----- | ----- | ----- | ----- |
| 1 309 | 1 370 | 1 568 | 2 038 | 2 335 | 2 573 |

| 2000  | 2010  | - | - | - | - |
| ----- | ----- | - | - | - | - |
| 3 159 | 3 413 | - | - | - | - |

## Source
- (en) Cet article est partiellement ou en totalité issu de l’article de Wikipédia en anglais intitulé « Wilkesboro, North Carolina » (voir la liste des auteurs).